# 希尼 (科羅拉多州)
希尼（英語：Heeney）是位於美國科羅拉多州薩米特縣的一個人口普查指定地區。

## 地理
希尼的座標為39°52′20″N 106°18′02″W / 39.87222°N 106.30056°W，而該地最高點為海拔高度2452米（即8045英尺）。

## 人口
根據2010年美國人口普查的數據，希尼的面積為0.60平方千米，當中陸地面積為0.60平方千米，而水域面積為0.00平方千米。當地共有人口76人，而人口密度為每平方千米126人。